# 河北省高级人民法院
河北省高级人民法院是中華人民共和國河北省的高级人民法院。

## 历任领导
院长
副院长

## 知名案例
- 靳如超爆炸案二审
- 聂树斌案

## 对应中级人民法院
- 河北省石家庄市中级人民法院
- 河北省唐山市中级人民法院
- 河北省秦皇岛市中级人民法院
- 河北省邯郸市中级人民法院
- 河北省邢台市中级人民法院
- 河北省保定市中级人民法院
- 河北省张家口市中级人民法院
- 河北省承德市中级人民法院
- 河北省沧州市中级人民法院
- 河北省廊坊市中级人民法院
- 河北省衡水市中级人民法院
- 河北雄安新区中级人民法院